# 엘 아모르 눙카 무에레
《엘 아모르 눙카 무에레》(스페인어: El amor nunca muere)은 1982년 방영된 멕시코의 텔레노벨라이다.